# Kapitan Andreevo, Haskovo
Kapitan Andreevo (în bulgară Капитан Андреево) este un sat în comuna Svilengrad, regiunea Haskovo,  Bulgaria. 

## Demografie
Componența etnică a satului Kapitan Andreevo
     Bulgari (93,14%)
     Nicio identificare (6,38%)
     Altele (0,47%)
La recensământul din 2011, populația satului Kapitan Andreevo era de 846 locuitori. Din punct de vedere etnic, majoritatea locuitorilor (93,14%) erau bulgari. Pentru 6,38% din locuitori nu este cunoscută apartenența etnică.